# Dena (Name)
Dena ist ein weiblicher Vorname und ein Familienname.

## Herkunft und Bedeutung
Die genaue Herkunft des Namens ist unbekannt. Es gibt aus verschiedenen Sprachen Übersetzungen, die den Ursprung des Namens bilden können. Die bekannteste Herleitung, von dene bzw. dal, stammt aus dem Angelsächsischen und bedeutet übersetzt so viel wie „das Tal“.
Eine andere Herleitung geht auf das Hebräische zurück. Hier leitet sich der Name vom hebräischen Wort Dinah für „Die Verteidigte/Gerechtfertigte“ ab. Weitere Übersetzungen verweisen auf die westzentralafrikanische Sprache Hausa, wo der Name übersetzt „Die Aufhörende/Beendende“ heißt.

## Namensvariationen
Weitere Variationen des Namens sind Deana, Deena, Dene, Deneen, Denia, Denica, Denna, Denni, Dina und Dinah.

## Bekannte Namensträger

### Vorname
- Dena DeRose (* 1966), eine amerikanische Jazzmusikerin
- Dena F. Dincauze (1934–2016), US-amerikanische Archäologin
- Dena Kaplan (* 1989), australische Schauspielerin

### Familienname
- Sina Ataeian Dena (* 1983), iranischer Regisseur, Autor und Produzent